# Elemental Master
Elemental Master (яп. エレメンタルマスター) — видеоигра в жанре вертикального скролл-шутера, разработанная и изданная компанией Technosoft эксклюзивно для приставки Sega Mega Drive и выпущенная 14 декабря 1990 года в Японии. В 1993 году игра была издана в США.

## Игровой процесс
Elemental Master является вертикальным скролл-шутером, выполненным в двухмерной графике. По сюжету в далёком прошлом в вымышленном королевстве Лорели последователи злого создания, называемого Гира, были заточены под городским замком. Колдун Ариаг предал Короля и освободил силу Гира, чтобы позволить злу распространится повсюду. Герой игры, Ладен, сильнейший колдун королевства, был готов атаковать Ариага, но остановился, узнав, что Ариаг — его брат Роки. С помощью последователей Гира Роки изгнал Ладена из захваченного королевства. Но Ладен поклялся остановить зло Гира.
Игрок управляет Ладеном. Игра выполнена в жанре вертикального скролл-шутера с автоматической прокруткой экрана, но игрок может выбирать направление стрельбы — вниз или вверх — чтобы уничтожать врагов. Игра состоит из семи уровней. Игрок может выбирать порядок прохождения первых четырёх из них.

## Музыка
Музыка к игре была написана игровым композитором Тошихару Яманиши, также работавшим над другими играми Technosoft, включая Thunder Force III, Thunder Force IV и Devil Crash MD. Аранжировка одной из композиций из игры была использована в игре Devil Crash MD.

## Оценки и мнения
| Сводный рейтинг    | Сводный рейтинг |
| Агрегатор          | Оценка          |
| ------------------ | --------------- |
| MobyRank           | 78/100          |
| Иноязычные издания |                 |
| Издание            | Оценка          |
| AllGame            | [ 4 ]           |
| Honest Gamers      | 8/10            |
| Sega-16            | 9/10            |

Мнения критиков об игре были в основном позитивными. На сайте MobyGames средняя оценка составляет 78 баллов из 100 возможных. Журналисты хвалили игровой процесс, графику и музыкальное сопровождение, но к недостаткам отнесли небольшие уровни.